# Katja Winkler
Katja Winkler (* 1991) ist eine österreichische Journalistin. Seit 2015 arbeitet sie für den ORF.

## Leben
Winkler studierte an der FH Joanneum, der FHWien der WKW und der Universität Wien.
Seit 2015 arbeitet sie in der Redaktion der ORF-Sendung Report. Außerdem präsentiert sie die Wirtschaftsnachrichten in der Mittags-ZIB. Während der ersten Welle der COVID-19-Pandemie in Österreich zog sie dafür mit zahlreichen anderen Kollegen in eine Isolationszone ein. Seit 2022 gehört Winkler zum Moderationsteam der ZIB-Ausgaben in ORF 1 und präsentierte bereits vertretungsweise die ZIB-Kurzausgaben während Guten Morgen Österreich, um 13:00 Uhr und sonntags um 11:00 Uhr in ORF 2.